# Oda Hidenobu
Oda Hidenobu (織田 秀信?; 1580 – 24 luglio 1605) fu un samurai giapponese del periodo Sengoku appartenente al clan Oda della provincia di Owari.  Era conosciuto anche come Sanpōshi (三法師?).

## Successione
Quando Oda Nobutada e Oda Nobunaga, rispettivamente il padre e il nonno di Hidenobu, furono uccisi nel 1582 durante l'incidente di Honnō-ji, nacque una disputa su chi avesse dovuto succedere alla guida del clan Oda. Toyotomi Hideyoshi supportò Hidenobu, al quale si opponeva suo zio, Oda Nobutaka (supportato da Shibata Katsuie). Anche se all'epoca Hidenobu aveva solo due anni divenne capo del clan.

## Battaglia di Sekigahara
Hidenobu servì Ishida Mitsunari durante la battaglia di Sekigahara del 1600. Prima dell'inizio della battaglia Hidenobu aveva il controllo del castello di Gifu, un importante pedina nella strategia di Mitsunari; tuttavia il castello cadde e venne conquistato da Ikeda Terumasa e Fukushima Masanori durante l'assedio di Gifu. Dopo la sconfitta di Sekigahara molti vassalli di Hidenobu commisero seppuku al castello di Gifu. I pavimenti macchiati di sangue divennero il soffitto del tempio di Sōfuku-ji a Gifu. Il soffitto è ora chiamato Soffitto di Sangue.
Hidenobu morì cinque anni dopo la sconfitta a Sekigahara.